# Liste der Baudenkmäler in Teising
Auf dieser Seite sind die Baudenkmäler in der oberbayerischen Gemeinde Teising zusammengestellt. Diese Tabelle ist eine Teilliste der Liste der Baudenkmäler in Bayern. Grundlage ist die Bayerische Denkmalliste, die auf Basis des Bayerischen Denkmalschutzgesetzes vom 1. Oktober 1973 erstmals erstellt wurde und seither durch das Bayerische Landesamt für Denkmalpflege geführt wird. Die folgenden Angaben ersetzen nicht die rechtsverbindliche Auskunft der Denkmalschutzbehörde.

## Liste der Baudenkmäler
| Lage                                 | Objekt                                                          | Beschreibung | Akten-Nr.    | Bild                                                            |
| ------------------------------------ | --------------------------------------------------------------- | --- | ------------ | --------------------------------------------------------------- |
| Hauptstraße 8 (Standort)             | Vierseithof, „Beim Osl“, an den Nachbarhof (Reiterhof) angebaut | Nordtrakt, mit Wohn- und Wirtschaftsteil, zweigeschossiger Satteldachbau mit Kniestock; Südtrakt, zweigeschossiger Ökonomiebau mit Treppengiebeln; Osttrakt, Ökonomiebau, im Erdgeschoss mit großen korbbogigen Öffnungen; Westtrakt, Ökonomietrakt – sämtliche Gebäude aus Ziegelmauerwerk, teilweise verputzt; wohl nach Mitte 19. Jahrhundert | D-1-71-131-6 | Vierseithof, „Beim Osl“, an den Nachbarhof (Reiterhof) angebaut |
| Heiligenstätter Straße 28 (Standort) | Stadel                                                          | Zugehörig Querstadel mit Bundwerk auf der Hofseite, Mitte 19. Jahrhundert | D-1-71-131-3 | BW                                                              |
| Kirchenweg 2 (Standort)              | Katholische Kirche St. Johannes Baptista                        | Saalkirche, auf romanischer Grundlage (Langhausmauern) im 15. Jahrhundert erbaut, Altarraum 15. Jahrhundert, Langhaus im 19. Jahrhundert verändert; mit Ausstattung | D-1-71-131-1 | weitere Bilder                                                  |

## Ehemalige Baudenkmäler
| Lage                                 | Objekt                              | Beschreibung                                            | Akten-Nr.      | Bild |
| ------------------------------------ | ----------------------------------- | ------------------------------------------------------- | -------------- | ---- |
| Heiligenstätter Straße 14 (Standort) | Bauernhaus                          | rückwärtig am Heuboden Gitterbundwerk, bezeichnet 1865  | D-1-71-131-2 ? | BW   |
| Haus Nr. 15 ()                       | Stattlicher Vierseithof (Mühlhofer) | Wohnhaus, Mitte 19. Jahrhundert; Stall, bezeichnet 1848 |                |      |